# Котоубийца из Кройдона
Котоубийца из Кройдона (англ. Croydon Cat Killer) — прозвище, данное гипотетическому человеку, который с 2014 года, как предполагалось, убил, расчленил и обезглавил более 400 кошек в Кройдоне. Сообщения о маньяке-живодёре распространились по всей Англии и имели большой резонанс, вызвав настоящую истерию. Однако в 2018 году полиция пришла к выводу, что убийства кошек совершал не человек, а другие хищные животные (к примеру, лисы) и другие кошки; этот вывод впоследствии был подтверждён дальнейшим расследованием.
Британская полиция потратила на расследование более 130 000 фунтов стерлингов и 2250 часов. Случай «Убийцы кошек из Кройдона» является классическим примером моральной паники.

## История
В 2015 году группа британских зооактивистов «SNARL» обратились в полицию города Кройдон с просьбой начать расследование по факту жестоких убийств домашних и уличных кошек, которые стали регулярными с 2014 года. В ноябре 2015 года полиция начала масштабное расследование. Было систематизировано множество случаев страшных смертей кошек — их трупы находили без голов, лап и хвостов. Зооактивисты считали, что убийца действовал не только в Кройдоне, но и в соседних городах и деревнях, кроме того кроме кошек он жестоко расправляется с лисами и кроликами, и что на его счету убийство около 300 кошек. Следователи и психиатры предполагали, что убийца страдает психическими расстройствами и, возможно, скоро начнёт нападать на людей. В 2018 году о «Кройдонском убийце кошек» был снят документальный фильм.
В 2016 году PETA объявило награду в 5000 фунтов стерлингов за информацию о маньяке. Известные актёры Мартин Клунз и Кэролайн Флэк развернули активную деятельность в интернете, с просьбой обратить внимание на эту проблему и помочь в поисках убийцы.
В 2018 году расследование дела «Кройдонского котоубийцы» было завершено. Около 3 лет полицейские изучали по отдельности около 400 случаев насильственной гибели кошек и пришли к выводу, что в них нет вины людей. Смерти кошек происходили по вине нападавших на них лис, а также кошки гибли под колёсами автомобилей. В пользу этой версии говорили видео с камер уличного наблюдения и заключения опытных зоологов.